# Fraunhofer (månekrater)
Fraunhofer er et nedslagskrater på Månen. Det befinder sig i den sydvestlige del af Månens forside i en placering, som ved perspektivisk forkortning får det til at synes aflangt, når det ses fra Jorden, selvom det er cirkulært. Det er opkaldt efter den tyske astronom og optiker Joseph von Fraunhofer (1787 – 1826).
Navnet blev officielt tildelt af den Internationale Astronomiske Union (IAU) i 1935. 

## Omgivelser
Fraunhoferkrateret ligger lige syd-sydvest for Furneriusbassinet. 

## Karakteristika
Krateret er noget eroderet af mindre nedslag, særlig langs randens nordlige side. Satellitkrateret "Fraunhofer V" ligger langs den nordvestlige rand og over en del af den indre kratervæg. Et par mindre kratere ligger også langs den nordlige rand. Resten af randen er forholdsvis intakt, men med småkratere langs dele af kratervæggens inderside. Kraterbunden er næsten jævn, men dog også mærket af adskillige småkratere. De sydlige to trediedele af bunden har lidt lavere albedo end den nordligste del.

## Satellitkratere
De kratere, som kaldes satellitter, er små kratere beliggende i eller nær hovedkrateret. Deres dannelse er sædvanligvis sket uafhængigt af dette, men de får samme navn som hovedkrateret med tilføjelse af et stort bogstav. På kort over Månen er det en konvention at identificere dem ved at placere dette bogstav på den side af satellitkraterets midte, som ligger nærmest hovedkrateret. Fraunhoferkrateret har følgende satellitkratere:
| Fraunhofer | Længde  | Bredde  | Diameter |
| ---------- | ------- | ------- | -------- |
| A          | 39,6° S | 61,7° Ø | 29 km    |
| B          | 41,8° S | 67,3° Ø | 36 km    |
| C          | 42,9° S | 64,7° Ø | 38 km    |
| D          | 43,1° S | 69,0° Ø | 17 km    |
| E          | 43,4° S | 61,7° Ø | 42 km    |
| F          | 41,7° S | 59,8° Ø | 16 km    |
| G          | 38,5° S | 58,3° Ø | 11 km    |
| H          | 40,8° S | 61,7° Ø | 43 km    |
| J          | 42,4° S | 63,6° ø | 63 km    |
| K          | 42,5° S | 69,3° Ø | 16 km    |
| L          | 42,1° S | 68,8° Ø | 8 km     |
| M          | 40,9° S | 65,6° Ø | 21 km    |
| N          | 40,9° S | 64,4° Ø | 12 km    |
| R          | 43,5° S | 68,7° Ø | 11 km    |
| S          | 43,1° S | 69,9° Ø | 13 km    |
| T          | 37,9° S | 55,7° Ø | 8 km     |
| U          | 40,2° S | 65,1° Ø | 24 km    |
| V          | 39,0° S | 58,0° Ø | 24 km    |
| W          | 39,4° S | 62,8° Ø | 18 km    |
| X          | 39,7° S | 60,6° Ø | 6 km     |
| Y          | 40,2° S | 63,0° Ø | 13 km    |
| Z          | 39,9° S | 63,9° Ø | 14 km    |

## Måneatlas
- Billeder af Fraunhoferkrateret i LPI-måneatlasset